# Лангенхан
О немецком саночнике см. Лангенхан, Анди
Лангенхан (нем. Langenhahn) — община в Германии, в земле Рейнланд-Пфальц. 
Входит в состав района Вестервальд. Подчиняется управлению Вестербург.  Население составляет 1357 человек (на 31 декабря 2010 года). Занимает площадь 5,75 км².
Коммуна подразделяется на 4 сельских округа.